# Rhincalanus gigas
Rhincalanus gigas is een eenoogkreeftjessoort uit de familie van de Rhincalanidae. De wetenschappelijke naam van de soort is voor het eerst geldig gepubliceerd in 1883 door Brady.